# Ucom
Ucom (orm. Յուքոմ) – armeńskie przedsiębiorstwo telekomunikacyjne z siedzibą w Erywaniu.
Przedsiębiorstwo zostało założone w 2009 roku. W 2015 roku Ucom zakupiło Orange Armenia.